# 단의론
단의론(単意論, 그리스어:Μονοθελητισμός, 영어:Monothelitism) 혹은 단의설(単意説)은 그리스도의 인격에는 단 하나의 의지가 있을 뿐이는 주장이다. 기독론에서 단의론은 그리스도한테 신성과 인성 각각의 의지가 있다는 이의론(Dyothelitism)과 대조된다.
콘스탄티노플 제3차 공의회에서 가톨릭 교회는 그리스도에게 두 가지 의지와 두 가지 본성이 있다고 공적으로 선언했다. 그리스도의 인성의 의지는 신성의 의지에 순종하였다는 것이다.

## 단의론 논쟁의 경과
451년 칼케돈 공의회 직후, 교회는 그리스도가 신성과 인성 두 가지 성질을 동시에 지니고 있다고 선언함으로써 단성론 논쟁을 종결했다. 그러나 이후에도 이집트의 단성론자들은 그리스도 안에는 오직 신성만 있다는 믿음을 고수했다. 이에 따라 논쟁이 점차 격화되어 나중에 7세기에 단의론 논쟁으로 이어졌다.(633~680년)
콘스탄티노폴리스의 총대주교 세르기오스는 이집트 교회를 잠재우기 위한 방안으로 독특한 이론을 제창했다. 그리스도 안에는 두 가지 성질이 있지만, 그 두 성질은 단일한 의지에 의해 지배된다는 것이었다.
황제 이라클리오스는 단성론 문제를 해결하고자 이러한 단의론에 바탕을 두고 《진술》(Ἔκθεσις)이라는 문서를 발표했다. 이 문서는 그리스도에게 신적인 동시에 인간적인 의지 하나만 존재한다고 주장하고, 이 의지의 작용으로 구속 사업을 성취했다고 말했다. 이 문서는 총대주교 네 곳의 승인을 받았다. 그러나 641년 초 새로운 교황 요한 4세는 이에 동의하지 않고, 크게 반발했다.
648년 황제 콘스탄스 2세는 칙령을 통해 단의론 신학을 지지하면서 앞으로 그리스도의 의지 개수를 놓고 논하지 말 것을 명령했다. 세르기오스의 이론에 입각해 칙령을 발표함으로써 교회의 분열을 매듭짓기를 기대한 것이었다. 그러나 교황 마르티노 1세는 로마에서 종교 회의를 개최하여 강력하게 반발했다. 단의론이 그리스도의 위상을 떨어뜨리는 결함이 있다는 이유였다. 그러자 황제 콘스탄스 2세는 이탈리아에 군대를 보내 교황을 체포한 후 콘스탄티노폴리스에 압송해 재판에 처했다. 마르티노 1세는 사형을 선고 받고 감금된 상태에서 사망하였다.
황제 콘스탄티노스 4세는 680년~ 681년 제6차 콘스탄티노폴리스 공의회(서방 교회에서는 제3차 콘스탄티노폴리스 공의회라고 한다.)를 개최했다. 콘스탄티노폴리스의 총대주교인 테오도포스는 안티오케이아(안티오크)의 총대주교 마카리오스와 연합하여 기독론 문제를 다시 전면적으로 논의할 것을 요구했기 때문이다. 교황 아가토는 건강 악화로 직접 참석하지 못했으나, 황제에게 서한을 보내서 로마 시에 대한 황제의 대권과 콘스탄티노폴리스에서 기독교 황제의 보편적 권위를 인정하면서, 교황이 황제에게 영원히 봉사하고 복종할 의무가 있다고 고백했다. 황제는 이 공의회를 통해 서방 교회에서 원하는 대로 단의론 신학을 정죄하고 교리 논쟁을 매듭지었다.
교황 레오 2세는 공의회가 끝난 후 콘스탄티노스 4세가 강령 승인을 요청했을 때, 승인 서한을 즉각 작성해 황제에게 보냈다. 이후 교황은 라틴어로 강령을 번역해 서방 교회 전체가 이를 수용하도록 했다. 그 보답으로 황제는 로마 교회에 새로운 특혜를 부여했다. 라벤나에서 새로 당선된 대주교는 로마에 가서 교황으로부터 임명을 받도록 함으로써 라벤나 교회에 대한 로마 교회의 우월한 지위를 인정한 것이다.
콘스탄티노스 황제는 교황으로 당선되면 황제 승인 없이 즉시 교황이 될 수 있도록 교황 베네딕토 2세에게 허락했다. 그 결과 교황 요한 5세는 로마 시의 주민 선거를 통해 선출되자마자 즉시 교황으로 임명됐다.

## 윌리엄 레인 크레이그
크레이그는 그의 저서< Reasonable Faith >에서 단의론을 주장하고 있다.

## 참고 문헌
《キリスト敎대사전》(321쪽, 교문관·쇼와 48년 신판 제2판 개정)

## 같이 보기
- 제3차 콘스탄티노폴리스 공의회